# خالد تاجا
خالد تاجا (6 نوفمبر 1939 - 4 أبريل 2012)، ممثل سوري من أصول كُرديّة. أطلق عليه الشاعر محمود درويش لقب «أنطوني كوين العرب»، وصنف ضمن أحد أفضل خمسين ممثلاً في العالم حسب مجلة التايم الأميركية.

## حياته
ولد في حي ركن الدين، في مدينة دمشق، كانت انطلاقته الفنية الأولى في عام 1957، فشارك في أعمال مسرحية باتت خالدة في أرشيف المسرح السوري، أما في السينما فكان دوره الأول في فيلم سائق الشاحنة الذي أنتجته المؤسسة العامة للسينما بدمشق عام 1966 حيث اختاره المخرج اليوغسلافي يوشكو فوتونوفيتش للقيام بدور البطولة، ومن ثم توالت أعماله الفنية السورية، ومن أفلامه الشهيرة فيلم الفهد وفيلم رجال تحت الشمس.
انضم لنقابة الفنانين في 21 أغسطس 1968.

## حياته الشخصية
تزوّج أربع مرات انتهت جميعها بالطلاق أو الفراق، كان زواجه الأول من المغنية السورية سحر المقلي، التي انتهت حياتها بحادثة مروعة في فندق «سميراميس» بدمشق مطلع عقد الثمانينيات.
كما كان متزوجا من الفنانة نائلة الأطرش، واختار منذ أواخر عقد التسعينات أن يعيش وحيدا مع فنه وذكرياته.

## جوائز
جائزة أفضل ممثل دور ثان عن مسلسل التغريبة الفلسطينية بمهرجان القاهرة للإذاعة والتلفزيون، 2005.

## المرض والوفاة
عندما بلغ منتصف عقد الستينات من عمرهِ ابتعد خالد تاجا عن العمل الفني 12 عاماً بعدما أصيب بمرض السرطان في إحدى رئتيهِ بسبب التدخين، ما أدى إلى استئصالها.
تجددت معركته مع المرض بعدما تجاوز سن السبعين من عمره، وانتهت تلك المعركة برحيلهِ عن عمر ناهز 73 عاما، فقد دخل الفنان تاجا مشفى الشامي في دمشق ما يقارب العشرة أيام إثر نوبة تعرض لها، وأشيعت خلال تلك الفترة أخبار عن وفاته سارعت عائلته لتكذيبها، ولتؤكد يوم 4 أبريل 2012 وفاته رسميا في مشفى الحسين للسرطان في الأردن الذي نقل إليه قبل أربعة أيام من الوفاة، وكانت وفاته بسبب إصابتهِ بمرض سرطان الرئة.
وفي رواية أخرى ذكر عنصر أمن  وقع  أسيراً  لدى "الجيش السوري الحر  في سنة 2013، اسمه عيسى حسن محمد، قال في تصوير فيديو ظهر عبره، إنه رأى الفنان خالد تاجا في الفرع 248 "أمن عسكري" يتعرض للتعذيب والإهانة، عندما كان يخدم فيه سنة 2012، قبل أن يُرسل بعدها بمهمة إلى حلب، بعد ذلك مباشرة بأيام اعلن رسمياً عن وفاة خالد تاجا في مشفى الشامي بدمشق.

## أعماله الفنية

### أعماله السينمائية
1. سائق الشاحنة
2. أيام في لندن
3. الفهد
4. ذكرى ليلة حب
5. خيرو العوج
6. العار
7. عودة حميدو
8. رجال تحت الشمس

### أعماله المسرحية
1. مرتي قمر صناعي
2. بيت للإيجار
3. آه من حماتي
4. حرامي غصب عنه
5. الناس اللي تحت
6. النعمان عاشور
7. غوليمانوف
8. في أخر الليل
9. انتظار عبد الفتاح
10. الطلقة الأخيرة

### أعماله التلفزيونية
1. الخبز الحرام
2. البحر أيوب
3. آخر أيام التوت
4. رقصة الحباري
5. صيد ليلي
6. مسلسل دنيا
7. ليس سرابا
8. شبكة العنكبوت
9. الأبواب السبعة
10. المليونير الصغير
11. نساء بلا أجنحة
12. نهاية رجل شجاع
13. يوميات مدير عام
14. إخوة التراب
15. تمر حنة
16. دنيا (مسلسل)
17. أيام الغضب
18. شام شريف
19. الدغري
20. الغريب والنهر
21. غزلان في غابة الذئاب
22. قاع المدينة
23. النصية
24. أسرار المدينة
25. المحكوم
26. جريمة في الذاكرة
27. سر النوار
28. لعنة الطين دور أبو نزار
29. عمر الخيام
30. التغريبة الفلسطينية
31. أيام شامية - إخراج: بسام الملا
32. الحصان - إخراج: حاتم علي
33. السندباد الجوي - إخراج: حاتم علي
34. سفر - إخراج: حاتم علي
35. الفصول الأربعة - إخراج: حاتم علي
36. أولاد القيمرية - إخراج: سيف الدين السبيعي
37. الزير سالم دور الحارث بن عباد- إخراج: حاتم علي
38. عشتار - إخراج: ناجي طعمة
39. بقعة ضوء - إخراج: ناجي طعمة
40. ربيع قرطبة دور عبد الرحمن الناصر- إخراج: حاتم علي
41. ملوك الطوائف دور خلف الحصري - إخراج: حاتم علي
42. صلاح الدين الأيوبي - إخراج: حاتم علي
43. صقر قريش دور هشام بن عبد الملك- إخراج حاتم علي
44. على طول الأيام - إخراج: حاتم علي
45. أحلام كبيرة - إخراج: حاتم علي
46. وشاء الهوى - إخراج: زهير قنوع
47. وصمة عار - إخراج: ناجي طعمي
48. الحصرم الشامي - إخراج: سيف الدين سبيعي
49. أيام الولدنة - إخراج: مأمون البني
50. أهل الراية - إخراج: علاء الدين كوكش
51. حاجز الصمت
52. زمن العار
53. أزهار الشتاء
54. عش الدبور (2010)
55. أبو جانتي ملك التاكسي (2010)
56. الزعيم 2011
57. رجال تحت الطربوش
58. بنات أكريكوز
59. كسر الخواطر بدور أبو عدنان
60. وحوش وسبايا
61. حارة ع الهوا بدور أبو معروف (2008)
62. يوم ممطر آخر

## روابط خارجية
- خالد تاجا على موقع IMDb (الإنجليزية)
- خالد تاجا على موقع روتن توميتوز (الإنجليزية)
- خالد تاجا على موقع قاعدة بيانات الأفلام العربية
- خالد تاجا على موقع قاعدة بيانات الفيلم (الإنجليزية)